# Daniel Oliveira (jornalista)
Daniel João Figueiredo de Oliveira (Lisboa, 2 de julho de 1969) é um jornalista e comentador sociopolítico português.

## Biografia
É filho natural do poeta Herberto Hélder e de Isabel Figueiredo. De acordo com o próprio, a família materna teve vários apoiantes e militantes do Partido Comunista Português (PCP), inclusivamente a sua mãe. O poeta Manuel Gusmão, que foi seu padrasto e é pai de José Gusmão — meio-irmão de Daniel Oliveira e atual eurodeputado pelo Bloco de Esquerda —, foi deputado do PCP à Assembleia Constituinte.

### Jornalismo
Estudou no Liceu Pedro Nunes e no ISCTE - Instituto Universitário de Lisboa, não tendo terminado a licenciatura. Como jornalista, trabalhou n'O Século (1988-1989), no Diário de Lisboa (1989-1990), nas revistas Já (1997) e Vida Mundial (1998-1999), nos programas de reportagem da RTP Juízo Final (2000) e Loja do Cidadão (2001) — tendo sido editor deste último —, no Diário Económico (2000) e no programa da Todos Iguais (2001), também da RTP. Foi autor do programa Trabalho, igualmente da RTP, também em 2001. Venceu o prémio revelação Gazeta, do Clube de Jornalistas, em 1998,com uma reportagem sobre a Primavera de Praga, publicada na revista Vida Mundial. Foi publicitário de 1993 a 1994.

### Política
Entrou para o Juventude Comunista Portuguesa em 1983, tendo saído em 1989.
Fundou, em 1991, com Joaquim Pina Moura, José Barros Moura, José Luís Judas, Miguel Portas e Ivan Nunes, a Plataforma de Esquerda, de que foi dirigente e que viria a abandonar quando esta fez um acordo autárquico nacional com o Partido Socialista.
Fundou, em 1994, com Miguel Portas, Ivan Nunes, Paulo Varela Gomes e ex-dirigentes do MDP/CDE, a Política XXI, que se juntaria ao PSR e à UDP, em 1998, para criar o Bloco de Esquerda. Foi assessor de imprensa do Bloco de Esquerda de 2002 a 2005, tendo abandonado funções políticas profissionais em fevereiro de 2005. Foi membro da Mesa Nacional e da Comissão Política do Bloco de Esquerda até 2006. Abandonou a militância do Bloco de Esquerda, de que foi um dos fundadores, em 2013, sendo hoje independente. Anunciou o abandono da vida política a 8 de outubro de 2015, para se dedicar exclusivamente ao jornalismo. Nas eleições presidenciais de 2021, declarou ter votado na candidatura de Ana Gomes.

### Bloguista, colunista e comentador
Daniel Oliveira foi autor e fundador (com Rui Tavares, André Belo, Celso Martins e Pedro Aires Oliveira) do Barnabé, um dos blogues que atingiram maior notoriedade na blogosfera portuguesa, e escreveu, sozinho e acompanhado, no blogue Arrastão. É colunista dos jornais Expresso (na sua versão semanal e no diário digital) e Record, neste último enquanto adepto do Sporting Clube de Portugal. Publicou, em 2015, o livro de crónicas A Década dos Psicopatas (edição Tinta da China).
Na SIC Notícias, desde 2004 que participa como comentador fixo no programa O Eixo do Mal (apresentado, entre 2005 e 2015, por Nuno Artur Silva e, desde fevereiro de 2015, por Aurélio Gomes, contando ainda com Clara Ferreira Alves, Pedro Marques Lopes e Luís Pedro Nunes — contou anteriormente com José Júdice e Pedro Mexia), tendo, entre outubro de 2021 e outubro de 2023, sido comentador do programa Sem Moderação (programa que de 2013 até outubro de 2021 foi transmitido pelo Canal Q e pela TSF), no mesmo canal, com João Galamba (substituído depois por Pedro Delgado Alves), José Eduardo Martins e Francisco Mendes da Silva. Em outubro de 2023, o Sem Moderação chegou ao fim e Daniel Oliveira — tal como Delgado Alves, Martins e Mendes da Silva — passou a integrar o espaço de comentário Antes Pelo Contrário, rubrica da Edição da Noite, do canal informativo da SIC. Neste espaço de comentário, Oliveira interage com Mendes da Silva.
Um estudo realizado pela empresa de consultoria de comunicação Imago-Llorente & Cuenca, em parceria com a Universidade Católica Portuguesa, divulgado em março de 2015, colocou Daniel Oliveira em décimo quinto lugar na lista dos políticos portugueses mais influentes na rede social Twitter (onde tem mais de 90 mil seguidores), tendo mais de 100 mil seguidores no Facebook.
Desde maio de 2018, produz, com João Martins, um podcast intitulado Perguntar Não Ofende, onde conduz entrevistas com políticos, jornalistas e personalidades da cultura.

## Vida pessoal
Da jornalista Maria Francisca Fiadeiro Gorjão Henriques (Lisboa, São Domingos de Benfica, 20 de janeiro de 1972), que trabalhou em várias publicações — trabalhando desde há vários anos no jornal Público 3, tem uma filha, nascida em São Sebastião da Pedreira, Lisboa, a 12 de agosto de 1998).
Em 2019, revelou ter sido ameaçado de morte pelo neonazi Mário Machado.
É aficionado por touradas e um conhecido defensor das mesmas (o que colide com a posição do Bloco de Esquerda, partido de que foi militante, sobre esse tipo de espetáculo).